# Luc Paque
Luc Paque, né le 27 mars 1962 à Saint-Trond est un homme politique belge wallon, membre du Mouvement réformateur.
Il est licencié en traduction et ancien fonctionnaire.

## Fonctions politiques
- 1991-1994 : conseiller provincial (province de Liège)
- 1995-2003 : conseiller communal à Hannut
- 1999-2003 : membre de la Chambre des représentants
- 2001-2006 : président du CPAS de Hannut
- 2003-2007 : sénateur élu direct
- 2006-     : conseiller communal à Hannut
- 2007-     : membre du Conseil de police (zone Hesbaye Ouest)